# 圣十字博物馆

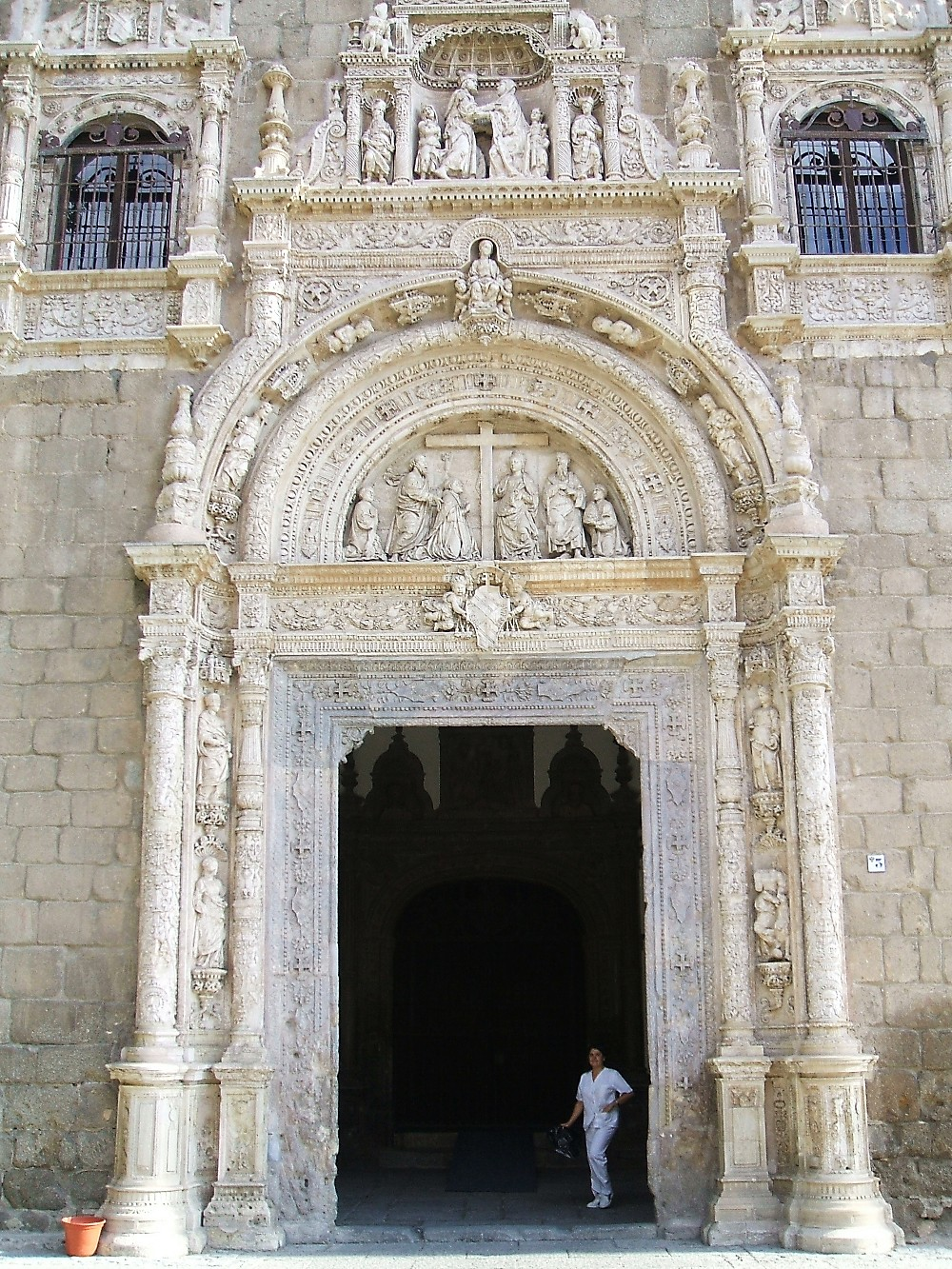
圣十字博物馆

圣十字博物馆（Museo de Santa Cruz）是西班牙城市托莱多一座重要的16世纪历史建筑，原为门多萨枢机为收容救助病人和孤儿而兴建的慈善机构。19世纪改为博物馆。
圣十字博物馆的建筑为银匠风格。
圣十字博物馆有4个庭院，建筑有两层，为美术展馆，地下为考古学展馆。

## 圣十字博物馆

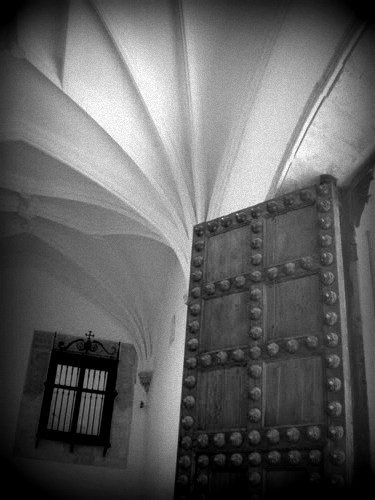
圣十字博物馆
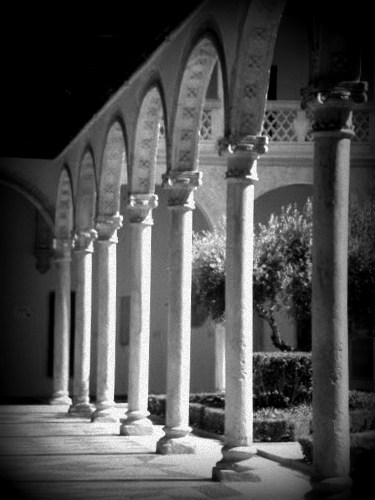
圣十字博物馆
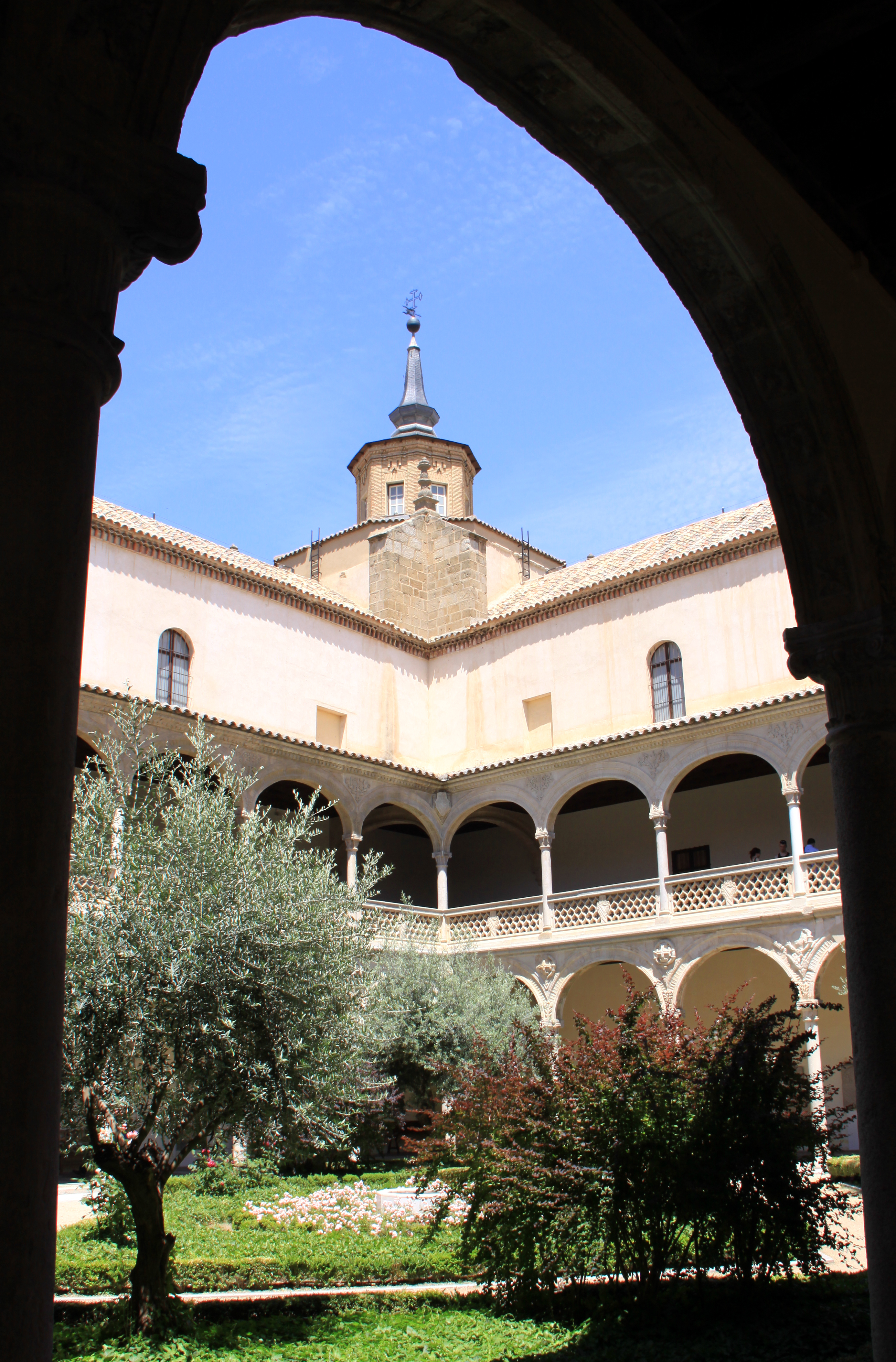
圣十字博物馆
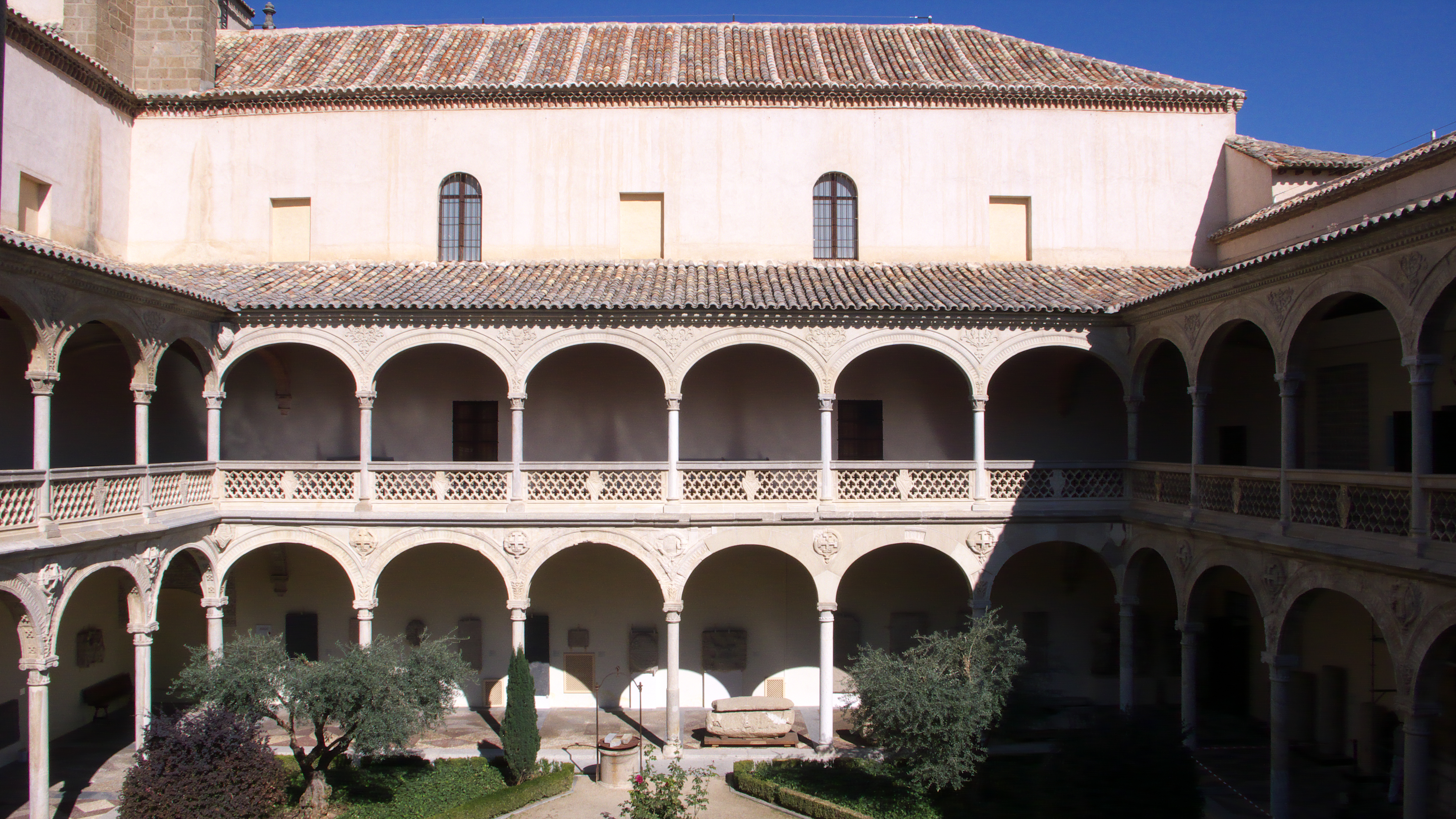
圣十字博物馆

Template:托莱多地标